# Legendreův symbol
Legendreův symbol je multiplikativní funkce zavedená v teorii čísel. Při pevně daném prvočísle p nabývá pro různá celá čísla a hodnot 0, 1 a -1 podle toho, zda je a soudělné s p a zda je a modulo p čtvercem.
Legendreův symbol zavedl Adrien-Marie Legendre v roce 1798 při dokazování zákona kvadratické reciprocity. Existují jeho zobecnění, například Jacobiho symbol. Jeho značení přejaly také jiné funkce algebraické teorie čísel, například Hilbertův symbol a Artinův symbol.

## Definice
Nechť p je prvočíslo. Celé číslo a se označuje kvadratický zbytek, pokud je modulo kongruentní druhé mocnině nějakého celého čísla, v opačném případě se nazývá kvadratický nezbytek. Legendreův symbol je funkce dvou proměnných p a a definovaná takto:
{\displaystyle \left({\frac {a}{p}}\right)={\begin{cases}\;\;\,1{\text{ pokud }}a{\text{ je kvadr. zbytek modulo}}\ p{\text{ a }}a\not \equiv 0{\pmod {p}}\\-1{\text{ pokud }}a{\text{ je kvadr. nezbytek modulo}}\ p\\\;\;\,0{\text{ pokud }}a\equiv 0{\pmod {p}}.\end{cases}}}
Legendreova původní definice byla pomocí vzorců:
{\displaystyle \left({\frac {a}{p}}\right)\equiv a^{(p-1)/2}\ {\pmod {p}}\;\;{\text{  a }}\left({\frac {a}{p}}\right)\in \{-1,0,1\}.}
Že jsou tyto definice ekvivalentní plyne z Eulerova kritéria, které bylo známo ještě před zavedením Legendreova symbolu. Legendreův přínos zde tkví právě v zavedení nové notace (předtím například Gauss používal pro vyjádření téhož zápisy aRp, aNp).

## Vlastnosti
- Legendreův symbol je ve své první proměnné periodický; platí-li a ≡ b (mod p), pak:

{\displaystyle \left({\frac {a}{p}}\right)=\left({\frac {b}{p}}\right).}
- Legendreův symbol je ve své první proměnné úplná multiplikativní funkce, tedy:

{\displaystyle \left({\frac {ab}{p}}\right)=\left({\frac {a}{p}}\right)\left({\frac {b}{p}}\right).}